# Theridion setum
Theridion setum är en spindelart som beskrevs av Zhu 1998. Theridion setum ingår i släktet Theridion och familjen klotspindlar. Inga underarter finns listade i Catalogue of Life.